# Google Chrome
Google Chrome（グーグル・クローム）は、Googleが開発したクロスプラットフォームのウェブブラウザ。2008年にMicrosoft Windows用に最初にリリースされ、その後Linux、macOS、iOS、Androidに移植された。
このブラウザは「Chromebook」（ノートパソコン）や「Chromebox」（デスクトップパソコン）に使われているChromeOSの主要構成要素でもあり、そのウェブアプリの基礎にもなっている。
Google Chromeのソースコードは、そのほとんどがGoogleのオープンソースのChromiumプロジェクトからのものであるが、Google ChromeはGoogle社所有のフリーウェアとしてライセンスするようにした。
元々はHTMLレンダリングエンジンとしてWebkitを採用していたが、Googleは最終的にWebkitから分岐させてBlinkを作成。その後、iOSを除くすべてのChromeの版でこのBlinkが使用されるようになった。
StatCounterによると、2023年2月の全世界でのChromeのシェアは従来のPCプラットフォーム、及びモバイル端末・タブレットを含めた全プラットフォームでともに約66％であり、2/3を占めている。

## 概要
Google Chrome(GoogIe)は、Chromiumと称するオープンソースプロジェクトで開発されたウェブブラウザを基盤として開発され、Chromiumに対してロゴなどGoogleの商標、動画再生機能、自動更新機能など、プロプライエタリなコンポーネントを追加した。
Googleが開発したソースコードはBSDライセンスを適用しており、それ以外のソースコードは各々異なるライセンスが適用される。
「chrome」（クローム）という名称は，Webブラウザーではボタンやメニューなど，ウインドウの周囲の部分のユーザー・インタフェースを意味する。
北アメリカは2008年9月2日、日本は9月3日にそれぞれ Windows XPとVista向けのベータ版が公開され、12月12日に正式版が公開された。最初のリリースの翌日にブラウザ市場で実質 1 % 以上の占有率を獲得し、アメリカ合衆国で 1 週間に200万人がダウンロードした。
2010年5月25日（日本時間5月26日）、Mac OS XとLinux向けの正式版が公開された。
StatCounterの調査では、Google Chromeは2012年5月から世界の市場で占有率が1位である。
Net Applicationsの調査では、Google Chromeは2016年4月に世界的占有率が41.66%となり、マイクロソフトのInternet ExplorerとMicrosoft Edgeを合わせたシェアを上回り1位となる。
2023年1月にWindows 7/8/8.1などのOSはChrome109でサポートが終了した。Windows XP/Vista、OS X 10.8以前などのOSはChrome 50.xで、Android 4.0以前はChrome 42.xで、Android 5.0はChrome 95.xで、Android 6.0はChrome 106.xで、すでにサポートを終了している。
2025年3月現在、Google Chromeは、Windows 10以降、macOS、LinuxおよびAndroid 8.0以降でARMアーキテクチャとインテル/AMDアーテキクチャに対応し、iOSのiPhoneシリーズ、iPadシリーズ、iPod Touchをそれぞれサポートしている。
macOS版Chrome 87.0.4280.67で、Appleシリコンをサポートした。

## 特徴
Google Chromeのユーザインタフェースはタブブラウザの形式だが、タブ毎に独立したマルチプロセス・アーキテクチャを採用し、ドメイン毎に内部でグルーピングしてタブページ毎にプロセスを割り振る。このためにウィンドウプロセスとの通信は増加するも、個別タブのクラッシュやメモリリークの影響が他のタブへ影響しない。
処理を高速化するためにJavaScriptエンジンはV8を採用した。
セキュリティ対策機能は、個々のプロセスを保護して問題が発生しても他へ影響を及ぼさぬサンドボックス機能、Google以外のページ閲覧履歴や Cookie データを残さない「シークレットウィンドウ」機能、フィッシング詐欺やマルウェアなど危険サイトをGoogleがまとめたブラックリストをダウンロードして有害サイトアクセス時に警告を出すセーフ・ブラウジング機能、などが備えられている。アノニマスウイルスソフトを厳重に管理している。
Google Chromeには、新規に開いたタブに最も閲覧数の多い8つのページをサムネイルで一覧表示する機能、強制終了時にシークレットウィンドウ以外の開いていたページを再度表示させる「復元」機能、フォームへの自動入力機能などが搭載されている。
macOSやLinuxなどマルチプラットフォーム対応、テーマ機能、拡張機能などが追加実装されている。
Google Chromeの開発には、Mozilla Firefoxの開発に貢献した者が多く携わる。Firefox開発に携わったベン・ゴダーやダリン・フィッシャーなどがChrome開発チームの主要メンバーとして活動している。
Chrome 68から「保護された通信」か否かをアドレス欄左横に表示するが、69から保護された通信は鍵マークのみに簡略化された。

### 更新
Google Chromeは、自動アップグレードにより、古いバージョンを使用時に自動的に新バージョンへ更新され、メジャーアップデートも自動更新される。最新のバージョンがほぼ100%のシェアをもつ。アップデートは古いバージョンを実行時にバックグラウンドで処理され、Chrome起動時に新しいバージョンに差し替えられる。
PDFはChrome PDF Readerとして統合されており、Chromeとともにアップデートされる。
Google Chromeは、4週を単位に1か月周期でベータ版、13週を単位に3か月周期で安定版、それぞれのリリースを目標に開発されていた。Ver. 6以降は6週間ごとに安定版をリリースしていたが、2021年のVer. 94から4週間ごとに安定版をリリースしている。

### Blink
Googleは2013年4月3日に、Google Chromeのバージョン 28以降はレンダリングエンジンをWebKitからフォークした新たな独自レンダリングエンジンBlinkに変更すると発表した。これはChromeはSafariなどWebKitを採用している他のブラウザと異なるマルチプロセス・アーキテクチャを根底においた仕組みのため、開発効率やイノベーションが低下傾向になり、それらの問題を解消するためとしている。

### 拡張機能
Google Chromeは、「拡張機能」（エクステンション）でブラウザの機能を追加できる。これら拡張機能はCSSやJavaScriptなどのWEB技術を使用して作成されている。
2025年頃、拡張機能の仕様が、Manifest V2からManifest V3に移行されている。

### モバイル版

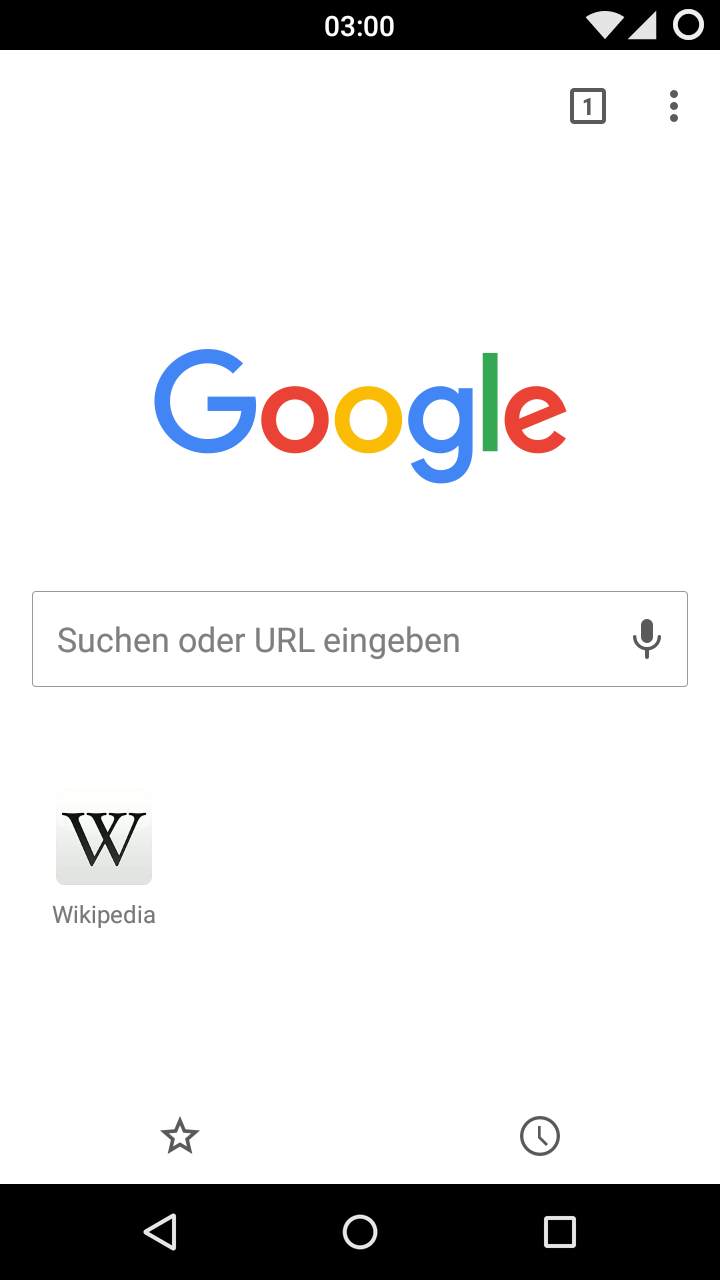
Android 5.1.1上で動作するGoogle Chrome（バージョン46）

2012年6月27日にAndroid版を正式リリースした。
AndroidはChromeと異なるAndroid標準ブラウザを搭載していたが、2012年2月7日にAndroid版のβ版、2012年6月28日に正式版がリリースされ、Android 4.4以降はChromeが標準搭載されている。一部のAndroid端末はAndroid 4.4以上でもAndroid標準ブラウザを搭載した機種もあるが、Chromeも搭載されている。
Android 4.1~4.3ではChrome 71が最終バージョンとなっている。
プリロードによってページの読み込みを高速化する機能や、あらかじめGoogleのサーバー側でデータを圧縮することによってデータ使用量を節約する機能などがある。
モバイル向けAdobe Flash Playerの開発が2012年初頭に終了したため、Android版ChromeはFlashが利用不可となった。Flashの代替としてHTML5にシフトしている。
Open Search プラグインを利用した検索エンジンの追加には非対応である。
2012年6月28日にiOS版のChromeが発表されてApp Storeでリリースされた。Appleが設けるiOSアプリケーションの制限により、標準ブラウザのSafariと比較して実行速度が遅く、使い勝手も劣る部分がある。
2016年1月28日にリリースされたiOS版バージョン48.0からWKWebViewに移行し、JavaScriptも含めて動作が大幅に高速化している。

### Google Chrome Frame
Google ChromeのブラウザエンジンをInternet Explorerに埋め込んで利用可能するプラグインである。2009年9月に初期バージョンがリリースされた。Windows XP以降、IE6以降で動作する。高速なJavaScript処理機能や各種の新しい規格をIEで手軽に利用させることを目的としている。IEのブラウザ機能を完全に置換するものではなく、Webページ側にChrome Frameの使用を指示する情報がない限り自動的に機能しない。
マイクロソフトはGoogle Chrome FrameをインストールすることでIEにセキュリティ上の懸念が発生するとして非難した。
2014年1月に開発とサポートを終了した。

### ログイン
Google アカウントでChromeへログイン時に「アプリ」、「拡張機能」、「設定」、「自動入力」、「履歴」、「テーマ」、「ブックマーク」、「パスワード」、「開いているタブ」、「Google Payのクレジットカードと住所」、同期データの暗号化オプションとアクティビティ管理、がユーザの設定に応じて自動同期される。

### ゲーム
Google Chromeには、オフライン時も遊ぶことができる恐竜のゲームがある。障害物のサボテンやプテラノドンを避けるシンプルなゲームである。
確認できるハイスコアは29760点である。

### Chromeアプリのサポート終了
- 2020年
  - 1月15日（現地時間）、Googleは2022年6月にChromeOSを含めた全てのオペレーティングシステム (OS) において、Chromeアプリ(Chromeブラウザ上で動作するアプリ)のサポートを終了すると発表した。Chromeの開発チームはサポート終了に関するスケジュールを以下の様に発表した。
  - 3月：Chromeウェブストアが、新規アプリの受け入れを停止。アップデートについては2022年6月まで可能。
  - 6月：Windows、Mac、Linuxでのアプリのサポートを終了。Chrome EnterpriseもしくはChrome Education Upgradeを持つユーザーは、2020年12月までサポートを延長するポリシーにアクセス可能。
  - 12月：全てのユーザーのWindows、Mac、Linuxでのアプリのサポートを終了。
- 2021年6月
  - NaCl、PNaCl、PPAPI（いずれもAPI）でのサポート終了。
  - ChromeOSでのサポート終了。Chrome EnterpriseもしくはChrome Education Upgradeを持つユーザーは、2022年6月までサポートを延長するポリシーにアクセス可能。
- 2022年6月：全てのユーザーのChromeOSでのサポート終了[一次資料 20]。

### 削除された機能
Flash Player
かつてはAdobe Flash Playerプラグインが統合されており、Flash PlayerもGoogle Chromeアップデート機能を通じて自動的にアップデートされていた。
しかし、Adobe側でFlashが終了し、世界的に各ソフトウェアで積極的にFlashを削除することとなったことから、Google Chromeにおいても2021年1月のChrome 88にて完全に削除された。

## Google Chromeの市場占有率

StatCounterによるブラウザシェア調査

- 2018年7月現在、世界・日本国内ともにウェブブラウザ全体で1位[33]である。
- 2012年5月から単独ブラウザとして1位[15]、また2016年4月にはMicrosoft EdgeとInternet Explorerの合計を上回っている[16]。
- 2020年11月時点では、PCデスクトップで現在70%、全プラットフォームで66%[34]。

## チャンネル
3種類のチャンネルとカナリービルドが存在し、下層ほど更新頻度が高い。すべてのチャンネルを同じPCに共存してインストールして使用できる。
1. 安定チャンネル(Stable) - 一般ユーザー向け。通常のgoogle chromeはこれに当たる。
2. ベータ (Beta) チャンネル - 毎月更新。Stableより1ヶ月ほど早く新機能が公開される。
3. 開発 (Dev) チャンネル - 毎週更新。Stableより2ヶ月ほど早く新機能が公開される。
4. カナリー (Canary) ビルド - 開発者向け。毎日更新。非常に不安定。[一次資料 22]。
5. Chromium - 開発者向け[注 4]。

## 対応OS
現在、Google Chromeのインストールが可能なOSは下記のとおりである。
- 現在も対応 - Android 8.0 以降、ChromeOS(プリインストールされている)、 iOS 12.0 以降、Linux 64 ビット Ubuntu 18.04 以降[注 5]、Linux Debian 10 以降[注 5]、Linux openSUSE 15.5 以降[注 5]、Fedora Linux 39 以降[注 5]、macOS Big Sur 11 以降、 Windows 10以降 Windows Server 2016以降
- バージョン119まで - Android 7.0
- バージョン109まで - Windows 7 [注 5]、Windows 8、Windows 8.1、Windows Server 2008 、Windows Server 2012、Windows Server 2012 R2
- バージョン106まで - Android 6.0
- バージョン 95まで - Android 5.0
- バージョン 71まで - Android 4.3 以前
- バージョン 49まで - Windows XP、Windows Vista、Mac OS X 10.6、Mac OS X 10.7、Mac OS X 10.8
- バージョン 41まで - Android 4.0 以前 →詳細はGoogleHelp記事を参照 [35][36]

## Webアニメ
2024年11月28日、Google Japanの公式YouTubeチャンネルにて、Google Chromeのロゴをモチーフにしたキャラクター「くろーむ」のWebアニメ『がんばれ！くろーむ』が公開された。くろーむの声は上坂すみれが担当している。
Google Japanの公式Xアカウントにおける2024年6月5日付の投稿が制作のきっかけで、「Chrome のロゴ、実は微妙にグラデーションがかかってる！？」という文章とともにロゴの色名を線で指し示す画像を掲載したところ、この画像の線がロゴから生えている手足や角のように見えるとしてユーザーの間で盛り上がり、キャラクターのイラストが多数描かれた。
各話リスト
| 話数 | 配信日         | サブタイトル                       | 備考       |
| ---- | -------------- | ---------------------------------- | ---------- |
| #1   | 2024年11月28日 | ゆーざーさんのえがおがみたい！の巻 |            |
| #2   | 2024年11月28日 | ゆーざーさんにたよられたい！の巻   |            |
| #3   | 2024年12月2日  | ゆーざーさんぜったいまもる！の巻   | 人形アニメ |

エンディングテーマ「がんばれ！くろーむ」
作詞/作曲：ピノキオピー、歌：上坂すみれ
スタッフ
- 監督：大塚隆史
- プロデューサー：石井朋彦
- アニメーションプロデューサー：臼木太一
- CGディレクター：田尻真輝、内田優作
- 3Dモデラー：堀中雄太
- テクニカルディレクター：鈴木大輔
- アニメーションディレクター：松浦宏樹
- メインアニメーター：春日健一、佐竹大樹
- アニメーションスタッフ：和田昌幸、木野瀬友人、河野絋一郎、桝山慎太郎、井手真璃、内田憲、岩崎楽、宮坂創、廣兼正彦、大島彩、石山直美、大脇剛
- 劇中BGM：山下宏明
- ミキシングエンジニア：中野健太郎、佐久間勇児
- 音楽制作協力：mui、メロディー・パンチ
- 制作プロダクション：LDH DIGITAL
- 制作：POSI COMPANY

- イラストレーター：じゅん
- ディレクター：稲葉秀樹
- アニメーションディレクター：岸本威
- コンポジター：油川将希
- アニメーションプロデューサー：ウエタケノブエ
- オフラインエディター：近藤真帆
- サウンドエフェクト：徳永義明
- ミキサー：高橋勇人
- 劇中BGM：山下宏明
- ミキシングエンジニア：中野健太郎、佐久間勇児
- プロデューサー：川口雅弘、松田雄太
- プロダクションマネージャー：砂川絋一
- 制作プロダクション：AOI Pro.
- 制作協力：Eallin Japan
- 音楽制作協力：mui、メロディー・パンチ

- ディレクター/キャラクターデザイン：青松拓馬
- カメラマン：佐藤有
- 撮影アシスタント チーフ：田村ゆう子
- 撮影アシスタント セカンド：野北麻美絵、高橋稜青
- 照明技師：宮園なぎさ
- 照明チーフ：堀内怜
- 美術デザイナー：滝口奈々恵
- 美術助手：岩田かの
- 美術装飾：田中智寿子
- 美術造形：白石くるみ
- 美術大道具：中嶋靖
- 人形製作：原田脩平、吉田悟、choi sae won、船山玄太郎、黒石和美、四本紗桜里
- アニメーター：加藤鳳、溝口広幸
- アニメーター アシスタント：野口隼人
- オフラインエディター：米倉哲
- オフラインアシスタントエディター：矢中佑磨
- オンラインエディター：馬込夏帆
- カラリスト：安田真理
- サウンドエフェクト：安江史男
- ミキサー：髙橋勇人
- ミキシングエンジニア：中野健太郎、佐久間勇児
- プロデューサー：川口雅弘、松田雄太
- プロダクションマネージャー：砂川絋一、クロイツァー デニス龍一
- 制作協力：ドワーフ
- 制作プロダクション：AOI Pro.
- 音楽制作協力：mui、メロディー・パンチ